# Delray Beach International Tennis Championships 2008
Il Delray Beach International Tennis Championships 2008 è stato un torneo di tennis giocato sul cemento.
È stata la 16ª edizione del Delray Beach International Tennis Championships, 
che fa parte della categoria International Series nell'ambito dell'ATP Tour 2008.
Si è giocato al Delray Beach Tennis Center di Delray Beach in Florida, dall'11 al 17 febbraio 2008.

## Campioni

### Singolare
Kei Nishikori ha battuto in finale  James Blake con il punteggio di 3–6, 6–1, 6–4

### Doppio
Maks Mirny /  Jamie Murray hanno battuto in finale  Bob Bryan /  Mike Bryan con il punteggio di 6–4, 3–6, 10–6